# Forte de Macupa
O Forte de Macupa (Makupa) localiza-se em Mombaça, no Quénia.

## História
Trata-se do sítio arqueológico de um conjunto fortificado, erguido por forças portuguesas na região, possivelmente no último quartel do século XVI.
A informação documental de que dispomos é a de António Bocarro, que registrou:
"Os tres fortes da Macupa sao tres cazas, que estao feitas em quadro, ao longo do rio, na ilha de Mombaça, pera a banda da terra firme, em hum paço seco, os quaes se fizerao pera tolher a passajem aos Muzungulos da tierra firme pera a ilha. O de meyo he mayor, e nao tem mais que hua caza de sobrado com hua logea em baixo, a que se entra e sobe pella mesma logea (que tera sinco braças de vao tanto de largo como de comprido) cuberta por sima de terrado, onde asistem quinze soldados e hum bombardeiro portugues. Aos soldados se paga dezacete larins cada mes de mantimentos e ao capitao cento e sincoenta xerafins de ordinaria cada anno, o qual capitao o he também dos outros dois fortes que lhe fica cada hum de sua ilharga, distancia de hum tiro de espingarda pera cada parte, os quaes também sao cada hum hua caza de sobrado cuberta de terrado, mais pequena que o de meyo, que terao tres braças do vao. E asistem sinco soldados em cada hua, que pelejao com seus mosquetes por seteiras que estao feitas a rroda." (António Bocarro. Livro das Plantas de Todas as Fortalezas, 1635.)
Os remanescentes do conjunto foram descritos por um explorador alemão em 1865, tendo desaparecido em algum momento das duas primeira décadas do século XX.
Foi redescoberto em Julho de 2006, quando foram identificadas as bases das antigas paredes no solo. No lado leste do complexo, a cerca de 120 metros do forte, foram colocadas a descoberto os restos de uma "parede, feita de tijolos [de adobe] secos ao sol". A torre leste encontra-se dentro do complexo; a outra encontra-se desaparecida, tendo sido possivelmente completamente arrasada pelos trabalhos de abertura de uma estrada e ferrovia à distância também de cerca de 120 metros do forte.
A ilustração de Pedro Barreto de Resende, em 1635, mostra o conjunto como se encontrava à época. Conhece-se também uma antiga foto, datada de 1900, onde ainda podem ser observadas as suas ruínas.

## Características
Apresenta planta quadrangular com quinze metros de lado. Em dois dos lados erguiam-se torres, a uma distância de cerca de 120 metros. Os "fortes" descritos por Bocarro eram, na realidade, uma única estrutura, com essas duas torres laterais.